# Charles Malapert
Charles Malapert, belgijski jezuit, pisatelj, matematik, astronom, kozmolog in pedagog, * 1581, Mons, Belgija, † 1630, Vitoria, Španija.

## Življenje in delo
Malapert je deloval na Jezuitskem kolegiju v Kaliszu, na Univerzi v Douaiju in krajši čas na Colegio Imperial de Madrid.
Zagovarjal je aristotelsko kozmologijo. Poleg svojega znanstvenega dela na področju matematike in astronomije je pisal tudi pesmi in gledališke igre v latinščini, tako da je postal eden najbolj prodajanih avtorjev 17. stoletja.

## Priznanja

### Poimenovanja
Po njem se imenuje udarni krater Malapert na Luni.
1. ↑  Digitalna knjižnica za nizozemsko književnost — 1999.
2. ↑  Swartz A. Open Library — 2007.